# Montracol
Montracol (prononcer mɔ̃.ʁa.kɔl) est une commune française, située dans le département de l'Ain en région Auvergne-Rhône-Alpes.

## Géographie

### Localisation
Montracol se situe en Bresse, à une dizaine de kilomètres de Bourg-en-Bresse et à 40 kilomètres à l'est de Mâcon.

### Points extrêmes
- Nord : Laval, 46° 12′ 27″ N, 5° 07′ 26″ E
- Est : Servon, 46° 11′ 15″ N, 5° 09′ 29″ E
- Sud : La Forêt Champion, 46° 09′ 23″ N, 5° 07′ 06″ E
- Ouest : La Grande Charrière, 46° 11′ 14″ N, 5° 05′ 20″ E

### Hydrographie

#### Cours d'eau
- Le Vieux Jonc traverse l'est de la commune, une partie du cours d'eau fait office de frontière entre le village et Buellas.
- L'Irance passe brièvement au nord vers le hameau de Grillon.
- Au sud-est, le Cône se jette vers le Moulin Cuzin.
- Le Bief de Culotte ou de Pré Vieux traverse la commune du sud au nord et passe près du bourg. Avant d'entrer dans le village, ce bief est le ruisseau des Granges. Il se jette dans le Vieux Jonc à la frontière avec Buellas.
- Le Bief des Guillets qui porte le nom de Bief du Moulin au sud de la commune traverse l'ouest. Il se jette dans l'Irance à Grillon.
- Le Bief du Chafaut traverse du sud au nord et se jette dans le Bief des Guillets au Capot.

#### Plans d'eau
Puisque la commune est située proche de la Dombes, on trouve quelques étangs dans le territoire.
- Le plus grand plan d'eau est l'étang de Curtioux situé entre Curtioux et La Côte.
- Près du hameau de La Corbine, on trouve l'étang Machard qui est traversé par le bief du Chafaut.
- Au nord de l'étang Machard se situe l'étang de la Pochonne.
- À Biclos, l'étang de Biclos est un petit plan d'eau.
- À l'ouest de Montracol, au sud de la route D 937 est localisé l'étang des Guillets.
- Au sud de l'étang de Curtioux, l'étang Gentil longe le bief de Culotte ou de Pré Vieux.
- Un étang dont le nom est inconnu se situe à Grande Métairie.

### Climat
Pour des articles plus généraux, voir Climat d'Auvergne-Rhône-Alpes et Climat de l'Ain.
En 2010, le climat de la commune est de type climat océanique dégradé des plaines du Centre et du Nord, selon une étude du CNRS s'appuyant sur une série de données couvrant la période 1971-2000. En 2020, Météo-France publie une typologie des climats de la France métropolitaine dans laquelle la commune est dans une zone de transition entre le climat semi-continental et le climat de montagne et est dans la région climatique Bourgogne, vallée de la Saône, caractérisée par un bon ensoleillement (1 900 h/an), un été chaud (18,5 °C), un air sec au printemps et en été et des vents faibles.
Pour la période 1971-2000, la température annuelle moyenne est de 11,3 °C, avec une amplitude thermique annuelle de 17,7 °C. Le cumul annuel moyen de précipitations est de 1 037 mm, avec 11,6 jours de précipitations en janvier et 7,8 jours en juillet. Pour la période 1991-2020, la température moyenne annuelle observée sur la station météorologique de Météo-France la plus proche, sur la commune de Marlieux à 15 km à vol d'oiseau, est de 12,2 °C et le cumul annuel moyen de précipitations est de 909,1 mm,. Pour l'avenir, les paramètres climatiques de la commune estimés pour 2050 selon différents scénarios d'émission de gaz à effet de serre sont consultables sur un site dédié publié par Météo-France en novembre 2022.

### Voies de communication et transports

Carte des axes de communication.

#### Routes
- La route départementale D 936 traverse d'est en ouest, sépare le territoire en deux parties, et passe par L'Étoile et La Capitale. Elle permet de rejoindre Neuville-les-Dames, Châtillon-sur-Chalaronne et Saint-Trivier-sur-Moignans en se dirigeant à l'ouest ainsi que Corgenon (commune de Buellas), Saint-Denis-lès-Bourg et Bourg-en-Bresse en prenant la direction de l'est. Au niveau départemental, la route relie Saint-Didier-de-Formans à Dortan.
- La route départementale D 67 est la route qui relie le bourg à L'Étoile. En prenant la direction du nord, on peut rejoindre Montcet et Polliat et en prenant le sud, la route permet de rejoindre Saint-André-sur-Vieux-Jonc. Au niveau départemental, la route relie Saint-Georges-sur-Renon à Montrevel-en-Bresse.

#### Voies ferroviaires
En 1898, la ligne de Jassans à Bourg, gérée par la Compagnie des Tramways de l'Ain et longue de 47 km fut ouverte. Les trains s'arrêtaient à la gare du village le long de l'actuelle route D 936. Victime du progrès, la ligne fermera en 1937.

#### Transports en commun
La commune est reliée au réseau départemental des bus car.ain.fr par l'intermédiaire de deux lignes. La première est la ligne 119 qui fait la liaison entre Villefranche-sur-Saône et Bourg-en-Bresse. La ligne 120 relie quant à elle Bourg-en-Bresse à Belleville. Les deux lignes desservent les deux mêmes arrêts que sont Capitale et L'Étoile étant donné que les lignes empruntent la route D 936.
Montracol est aussi relié au réseau de transport Rubis par le biais des lignes 41 et 45.

## Urbanisme

### Typologie
Au 1er janvier 2024, Montracol est catégorisée bourg rural, selon la nouvelle grille communale de densité à 7 niveaux définie par l'Insee en 2022.
Elle est située hors unité urbaine. Par ailleurs la commune fait partie de l'aire d'attraction de Bourg-en-Bresse, dont elle est une commune de la couronne,. Cette aire, qui regroupe 80 communes, est catégorisée dans les aires de 50 000 à moins de 200 000 habitants,.

### Occupation des sols
L'occupation des sols de la commune, telle qu'elle ressort de la base de données européenne d’occupation biophysique des sols Corine Land Cover (CLC), est marquée par l'importance des territoires agricoles (73,1 % en 2018), en diminution par rapport à 1990 (76,3 %). La répartition détaillée en 2018 est la suivante : 
terres arables (42,4 %), forêts (20 %), prairies (16,6 %), zones agricoles hétérogènes (14,1 %), zones urbanisées (4,6 %), eaux continentales (2,4 %).
L'évolution de l’occupation des sols de la commune et de ses infrastructures peut être observée sur les différentes représentations cartographiques du territoire : la carte de Cassini (XVIIIe siècle), la carte d'état-major (1820-1866) et les cartes ou photos aériennes de l'IGN pour la période actuelle (1950 à aujourd'hui).

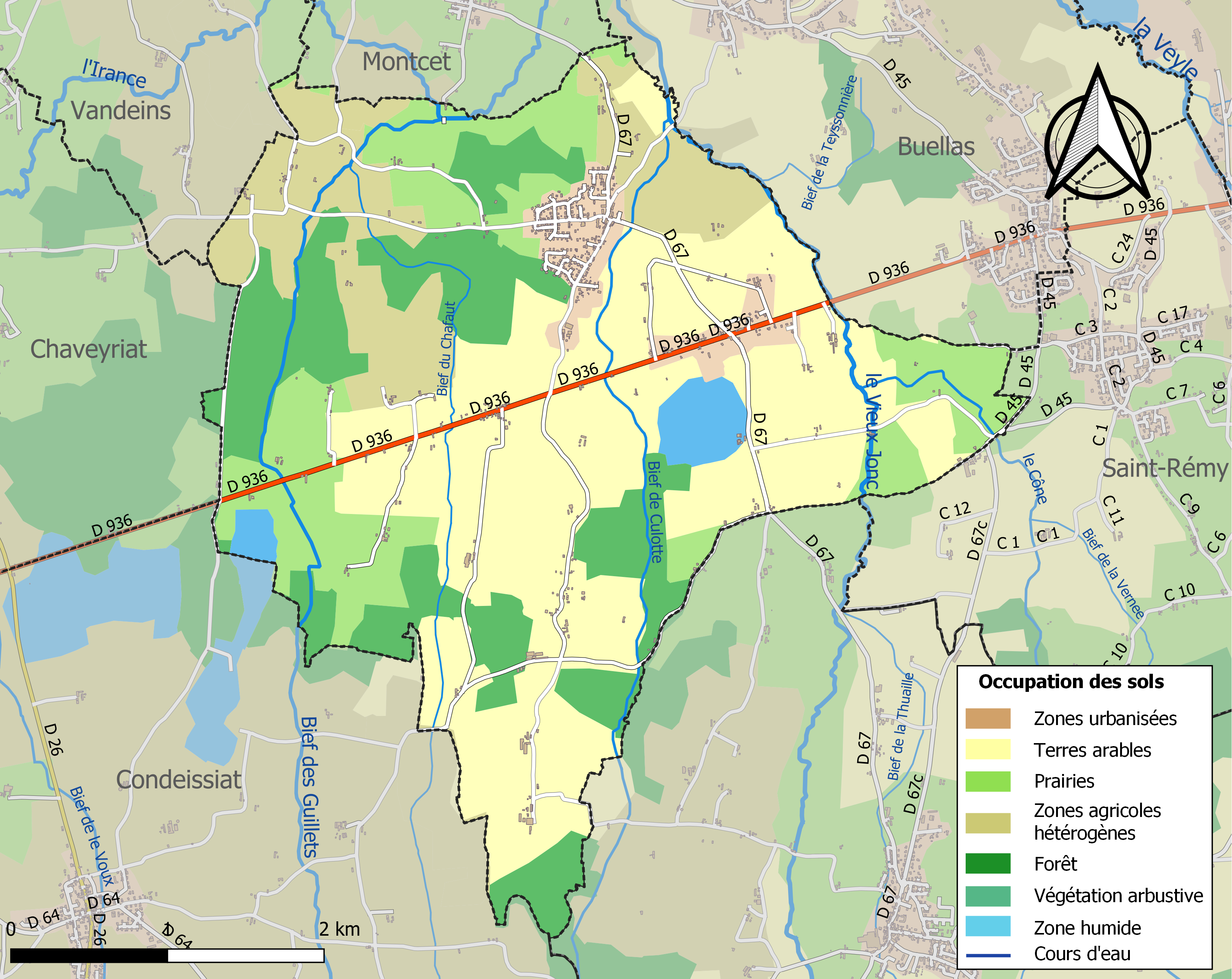
Carte des infrastructures et de l'occupation des sols de la commune en 2018 (CLC).

## Toponymie

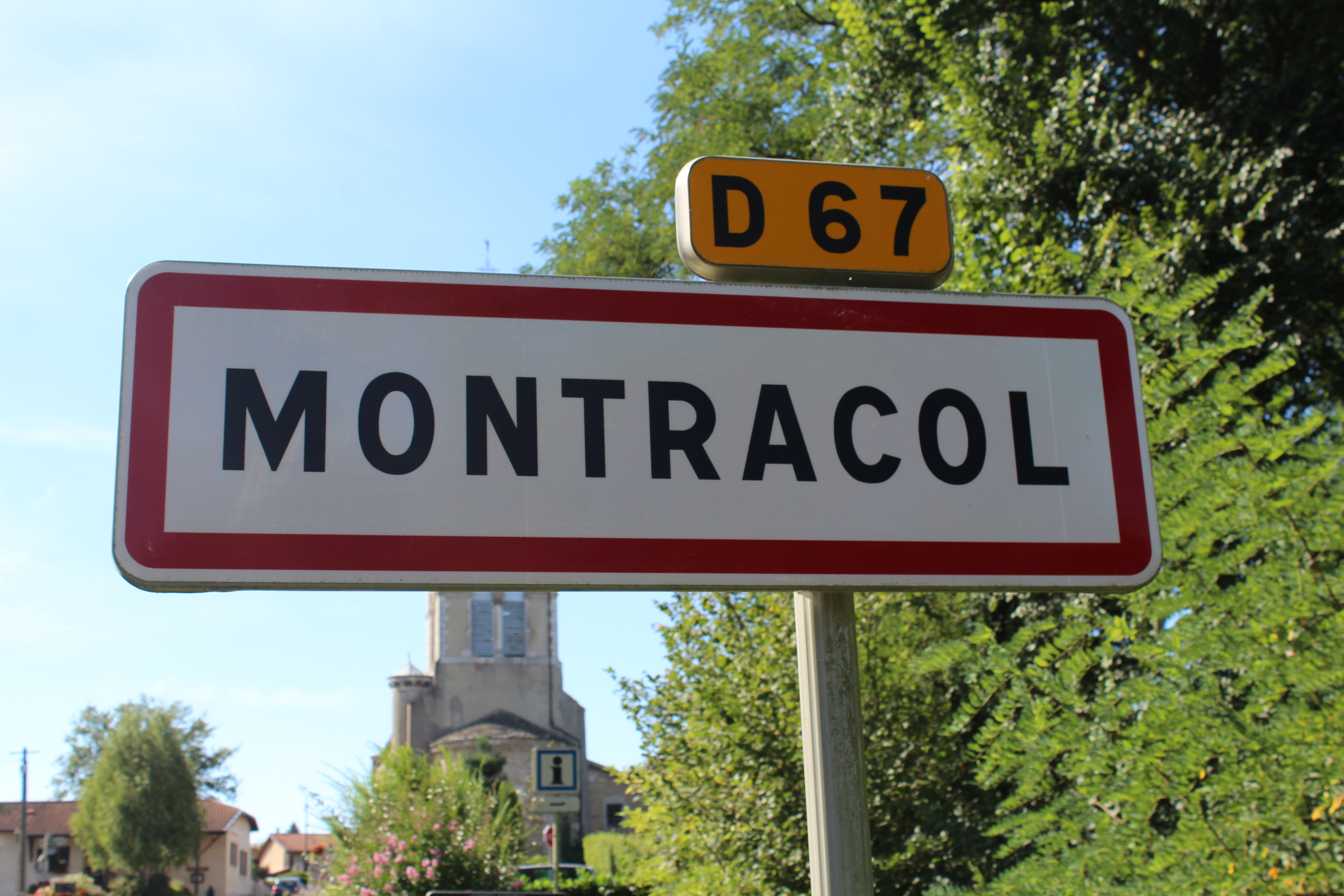
Panneau d'entrée du village.

### Origine du nom
La paroisse apparaît sous le nom de Monte Raculfo. Monte vient de mons et Raculfo vient de l’anthroponyme germanique Raculf.

### Anciens noms
La première mention du village date de 1119 dans l'Histoire de Tournus sous le nom de Monte Raculfo. En 1265, Monracol est le nom de la paroisse selon les archives de la Côte-d'Or. mais on a la première référence au nom actuel de Montracol en 1272.
Le pouillé de Lyon évoque Monrancol en 1325 et Monracoz en 1350. En 1378, les archives de la Côte-d'Or mentionnent Mont Racol, Montera Raçollum en 1417 et Mont Racoul en 1447. Le pouillé de Lyon cité Monrancol en 1587.
On trouve le nom de la commune sous sa forme actuelle à partir du XVIIIe siècle.

## Histoire
Au mois de juillet 1286 le mas d'Allioud est pris en fief, par Guichard de Chaumont, seigneur de Corgenon, de Louis Ier de Beaujeu, sire de Beaujeu.
En 1601, après la fin de la guerre franco-savoyarde qui se termine par le Traité de Lyon, Saint-Cyr-sur-Menthon appartient à la France avec l'acquisition de celle-ci de la Bresse, du Bugey, du Valromey et du pays de Gex. Elle est par la suite intégrée à la province bourguignonne.
Entre 1790 et 1795, Montracol était une municipalité du canton de Bourg, et dépendait du district de Bourg.
Jadis, à la mi-janvier, on honorait Saint Bonnet pour que les veaux profitent bien et deviennent gros et gras.

## Politique et administration

### Découpage territorial
La commune de Montracol est membre de la communauté d'agglomération du Bassin de Bourg-en-Bresse, un établissement public de coopération intercommunale (EPCI) à fiscalité propre créé le 1er janvier 2017 dont le siège est à Bourg-en-Bresse. Ce dernier est par ailleurs membre d'autres groupements intercommunaux.
Sur le plan administratif, elle est rattachée à l'arrondissement de Bourg-en-Bresse, au département de l'Ain et à la région Auvergne-Rhône-Alpes. Sur le plan électoral, elle dépend du  canton d'Attignat pour l'élection des conseillers départementaux, depuis le redécoupage cantonal de 2014 entré en vigueur en 2015, et de la quatrième circonscription de l'Ain  pour les élections législatives, depuis le dernier découpage électoral de 2010.

### Administration municipale

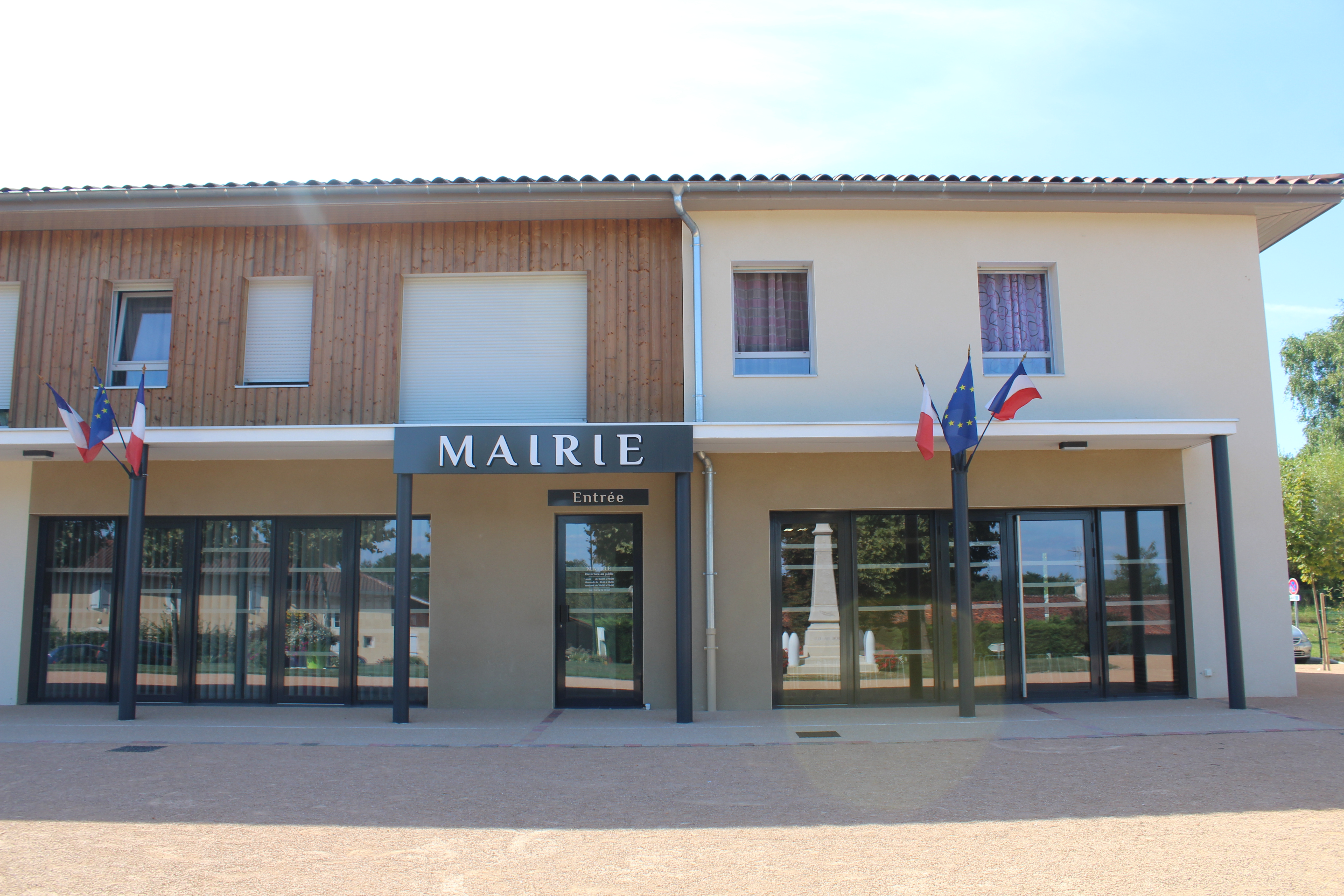
Mairie.

Le conseil municipal est composé du maire, de ses trois adjoints et de onze autres conseillers municipaux.

### Maires successifs
| Période                                  | Période          | Identité            | Étiquette | Qualité   |
| ---------------------------------------- | ---------------- | ------------------- | --------- | --------- |
| juin 1995                                | mars 2008        | Jean-Claude Brunet  |           |           |
| mars 2008                                | 14 décembre 2010 | Jean-Claude Simonet |           |           |
| janvier 2011                             | mars 2014        | Janine Estrat       |           |           |
| mars 2014                                | 2020             | Thierry Druguet     | SE        | Ingénieur |
| 2020                                     | En cours         | David Lafont        | DVD       |           |
| Les données manquantes sont à compléter. |                  |                     |           |           |

### Tendances politiques et résultats
| Scrutin             | Scrutin             | 1er tour | 1er tour | 1er tour | 1er tour | 1er tour   | 1er tour | 1er tour | 1er tour    | 1er tour | 1er tour | 1er tour   | 1er tour | 2d tour | 2d tour | 2d tour | 2d tour | 2d tour | 2d tour |
| Scrutin             | Scrutin             | 1er      | 1er      | %        | 2e       | 2e         | %        | 3e       | 3e          | %        | 4e       | 4e         | %        | 1er     | 1er     | %       | 2e      | 2e      | %       |
| ------------------- | ------------------- | -------- | -------- | -------- | -------- | ---------- | -------- | -------- | ----------- | -------- | -------- | ---------- | -------- | ------- | ------- | ------- | ------- | ------- | ------- |
| Présidentielle 2017 | Présidentielle 2017 |          | FN       | 32,77    |          | LR         | 26,30    |          | EM          | 17,83    |          | LFI        | 12,73    |         | EM      | 50,10   |         | FN      | 49,90   |
| Présidentielle 2022 | Présidentielle 2022 |          | RN       | 31,75    |          | LREM       | 23,22    |          | LFI         | 14,85    |          | REC        | 9,48     |         | RN      | 51,96   |         | LREM    | 48,04   |
| Législatives 2022   | 4e                  |          | RN       | 32,43    |          | LR         | 19,80    |          | LFI (NUPES) | 16,34    |          | LREM (ENS) | 11,39    |         | RN      | 60,95   |         | LFI     | 39,05   |
| Législatives 2024   | 4e                  |          | RN       | 52,18    |          | EELV (NFP) | 20,81    |          | HOR (ENS)   | 16,44    |          | LR         | 9,06     |         | RN      | 58,84   |         | HOR     | 41,16   |

## Population et société

### Démographie
L'évolution du nombre d'habitants est connue à travers les recensements de la population effectués dans la commune depuis 1793. Pour les communes de moins de 10 000 habitants, une enquête de recensement portant sur toute la population est réalisée tous les cinq ans, les populations de référence des années intermédiaires étant quant à elles estimées par interpolation ou extrapolation. Pour la commune, le premier recensement exhaustif entrant dans le cadre du nouveau dispositif a été réalisé en 2004.

En 2022, la commune comptait 1 008 habitants, en évolution de −4,18 % par rapport à 2016 (Ain : +5,15 %, France hors Mayotte : +2,11 %).
| 1793 | 1800 | 1806 | 1821 | 1831 | 1836 | 1841 | 1846 | 1851 |
| ---- | ---- | ---- | ---- | ---- | ---- | ---- | ---- | ---- |
| 494  | 378  | 561  | 406  | 442  | 468  | 537  | 501  | 530  |

| 1856 | 1861 | 1866 | 1872 | 1876 | 1881 | 1886 | 1891 | 1896 |
| ---- | ---- | ---- | ---- | ---- | ---- | ---- | ---- | ---- |
| 518  | 574  | 590  | 588  | 612  | 569  | 623  | 586  | 582  |

| 1901 | 1906 | 1911 | 1921 | 1926 | 1931 | 1936 | 1946 | 1954 |
| ---- | ---- | ---- | ---- | ---- | ---- | ---- | ---- | ---- |
| 558  | 576  | 603  | 545  | 538  | 511  | 496  | 473  | 479  |

| 1962 | 1968 | 1975 | 1982 | 1990 | 1999 | 2004 | 2006 | 2009 |
| ---- | ---- | ---- | ---- | ---- | ---- | ---- | ---- | ---- |
| 447  | 429  | 450  | 584  | 551  | 619  | 787  | 860  | 957  |

| 2014  | 2019  | 2022  | - | - | - | - | - | - |
| ----- | ----- | ----- | - | - | - | - | - | - |
| 1 013 | 1 016 | 1 008 | - | - | - | - | - | - |

### Enseignement
Depuis 1975, l'école de la commune forme avec celles de Vandeins et Montcet un RPI. Elle accueille les maternelles des trois communes et sont répartis dans quatre classes. Celle de Montcet accueille les niveaux CP, CE1 et CE2 tandis que les CM1 et CM2 vont à Vandeins.
Les élèves de ce RPI passant en 6e sont dirigés au collège Yves Morandat de Saint-Denis-lès-Bourg.

### Médias locaux
- Le journal Le Progrès propose une édition locale aux communes de l'Ain. Il paraît du lundi au dimanche et traite des faits divers, des évènements sportifs et culturels au niveau local, national, et international.
- Le journal Voix de l'Ain est un hebdomadaire publié les vendredis qui propose des informations locales pour les différentes régions du département de l'Ain.
- La chaîne France 3 Rhône Alpes Auvergne est disponible dans la région.

## Culture locale et patrimoine

### Lieux et monuments

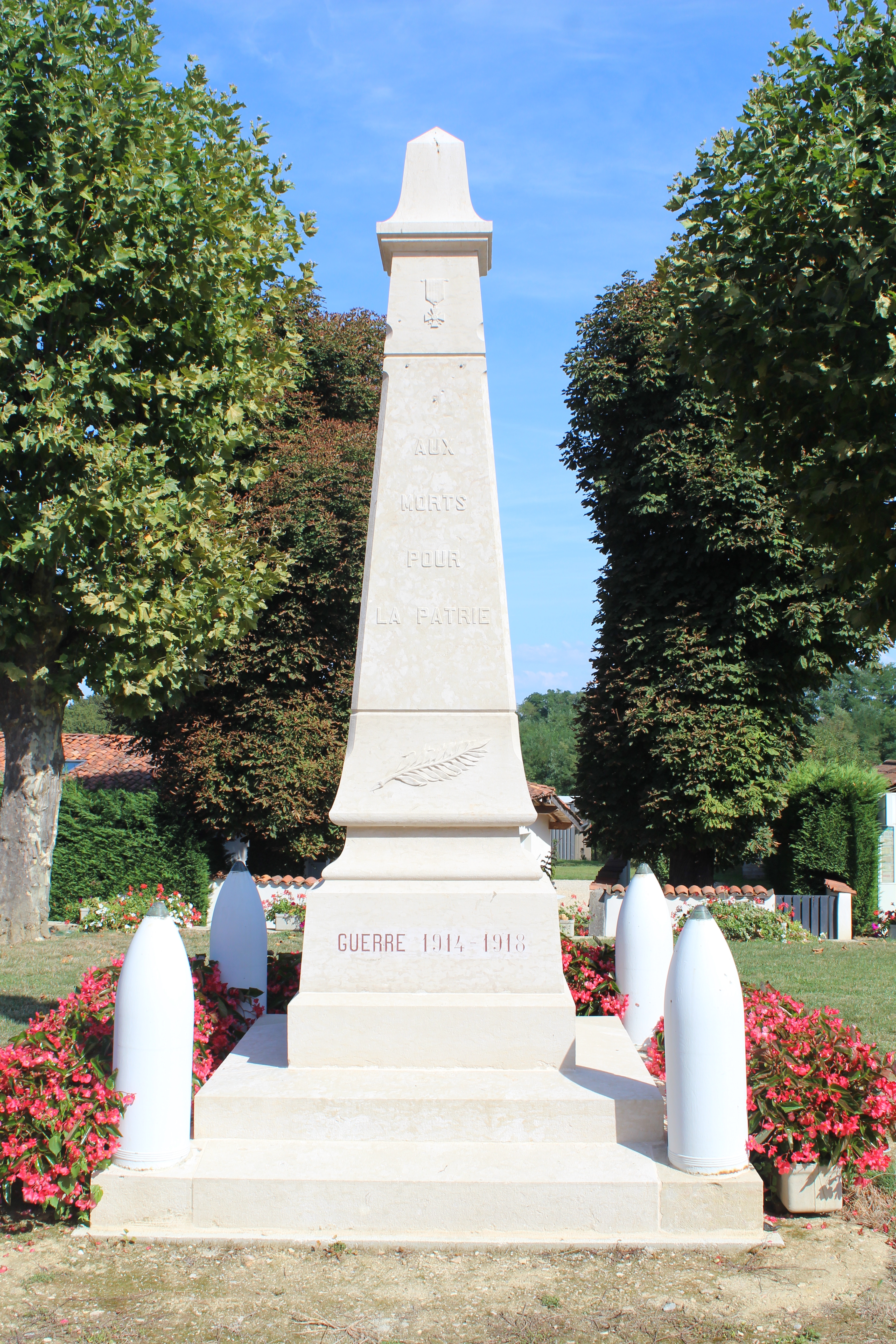
Monument aux morts.

- L'église Saint-Didier, construite à la fin du XIe siècle, (évêque de Langres au IIIe siècle) fait l’objet d’une inscription au titre des monuments historiques depuis le 28 janvier 1927[30].
- L'ancienne mairie fut construite en 1850, une nouvelle fut construite en 2015[31].
- Le Presbytère fut construit avant 1811 et agrandi en 1888 : la première partie sert pour 3 logements et la deuxième accueillait la bibliothèque intercommunale et le cabinet d’infirmières.
- Le monument aux morts fut érigé en 1920 à l'intersection entre la route D  67 et la route de Palordet. Il faut déplacé en 2015 en face de la nouvelle mairie[32].
- La salle polyvalente a été construite en 1979.
- La Maison de la Peyrouse est ancienne maison noble du XVIIe siècle qui comporte une chapelle désaffectée.
- La ferme du Colombier est un ancien relais pour les chevaux qui se situait sur l’ancienne route de Châtillon-sur-Chalaronne à Bourg-en-Bresse. La partie la plus ancienne en torchis et croisillons de bois date du XVIIe siècle.

### Gastronomie
Les spécialités culinaires sont celles de la région bressane, c'est-à-dire la volaille de Bresse, les gaudes, la galette bressane, les gaufres bressanes, la fondue bressane.
La commune se situe dans l'aire géographique de l'AOC Crème et beurre de Bresse et de l'AOC Volailles de Bresse.
Elle a aussi l'autorisation de produire le vin IGP Coteaux de l'Ain (sous les trois couleurs, rouge, blanc et rosé).

### Espaces verts et fleurissement

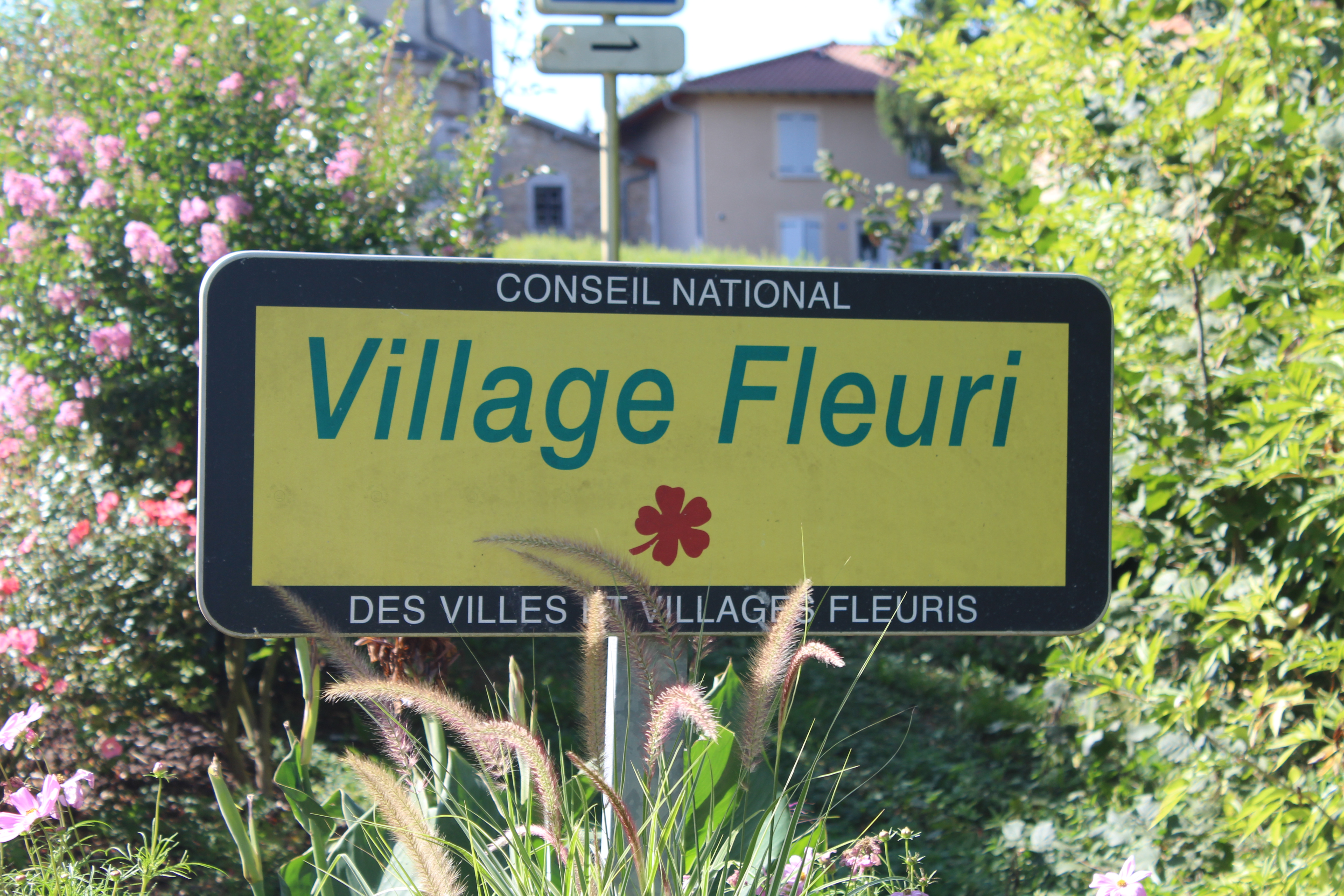
Panneau Village fleuri avec une fleur.

En 2014, la commune de Montracol bénéficie du label « ville fleurie » avec « une fleur » attribuée par le Conseil national des villes et villages fleuris de France au concours des villes et villages fleuris.

### Événements
Tous les 3e week-end de mai, la fête patronale ou vogue mêle jeux, fête foraine, repas et feu d’artifice.